# Ballard (Kalifornia)
Ballard – jednostka osadnicza w Stanach Zjednoczonych, w stanie Kalifornia, w hrabstwie Santa Barbara.